# Východní Karpaty
Východní Karpaty tvoří geomorfologickou provincii Karpatského subsystému na území Slovenska, Polska, Ukrajiny a Rumunska. Za jejich západní konec (a přechod do Západních Karpat) se považuje Lupkovský průsmyk (slovensky Lupkovský priesmyk, polsky Przełęcz Łupkowska) v Laborecké vrchovině na slovensko-polské hranici. Jižní konec se stáčí k západu a v sedle Predeal přechází v Jižní Karpaty (rumunsky Carpații Meridionali). Ve Východních Karpatech leží nejvyšší hora Ukrajiny Hoverla (2 061 m), nejvyšší horou celé provincie je však rumunský Pietrosul (2 303).
Východní Karpaty se člení na:
- Vnější Východní Karpaty (flyšové, nejvyšší bod Hoverla, 2 061 m)
- Vnitřní Východní Karpaty (krystalicko-vulkanické, nejvyšší bod Pietrosul, 2 303 m)

Rumunské členění nepočítá s hierarchií podobnou té české, slovenské a polské. Rumunskou část Východních Karpat nedělí na vnitřní a vnější pásmo, ale na tři skupiny pohoří od severu k jihu:
- Maramurešské a Bukovinské Karpaty (Carpații Maramureșului și Bucovinei)
- Moldavsko-transylvánské Karpaty (Carpații Moldo-Transilvani)
- Obloukové Karpaty (Carpații de Curbură)